# Traición

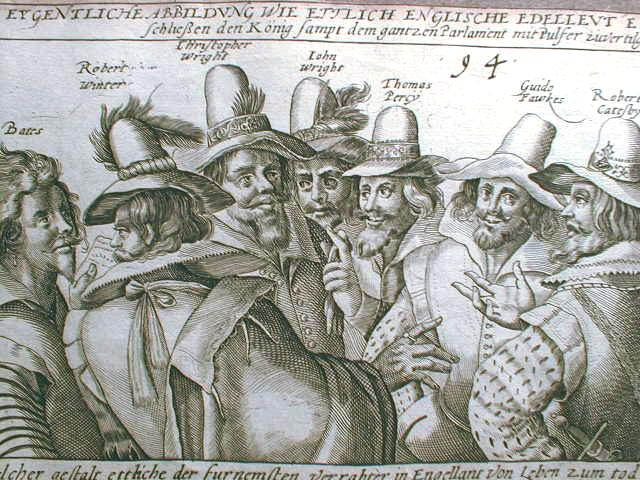
Una ilustración del de Guy Fawkes. Guy Fawkes intentó asesinar a Jacobo I de Inglaterra y VI de Escocia. Fracasó y fue condenado por traición y condenado a ser ahorcado, arrastrado y descuartizado.

En Derecho, la traición  se refiere al conjunto de crímenes que engloban los actos más extremos en contra del país de cada uno.
Coloquialmente, la traición consiste en defraudar a familia, amigos, grupo étnico, religión u otro grupo al cual pueda pertenecerse, haciendo lo contrario a lo que los otros esperan. A menudo, cuando se acusa de traidor, tales acusaciones son controvertidas y disputadas cuando la persona no puede identificarse con el grupo del cual es miembro, o de lo contrario está en desacuerdo con los líderes del grupo que hacen el cargo.

## Historia

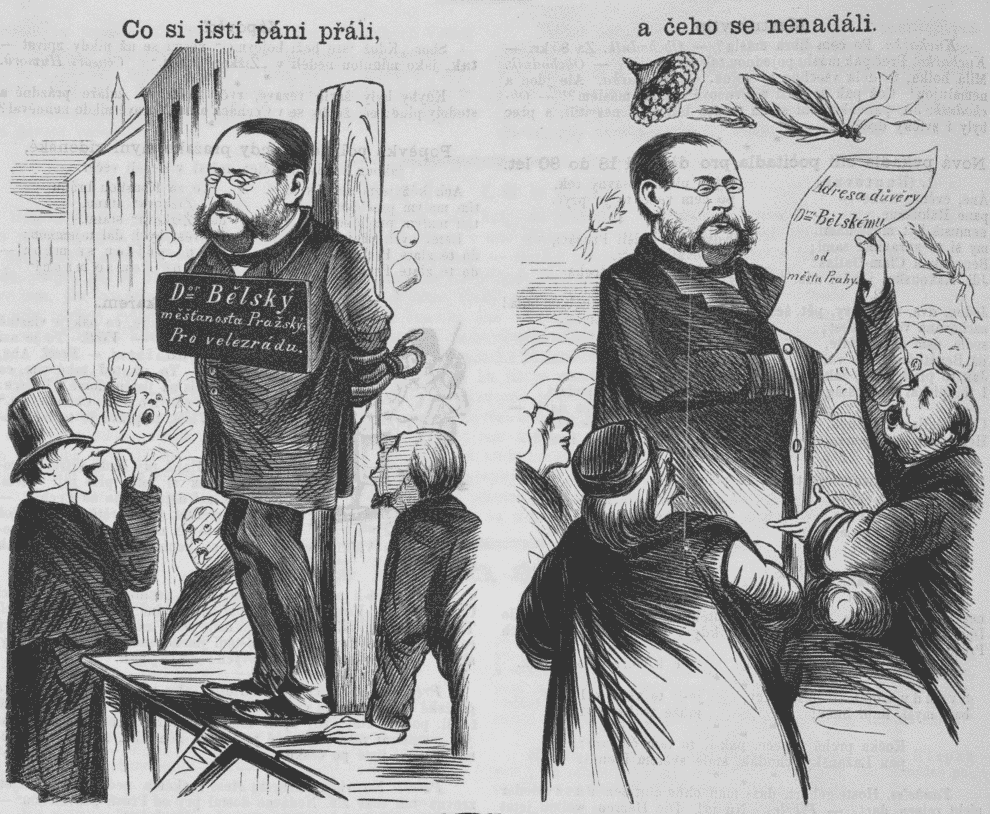
Caricatura que representa Václav Bělský (1818-1878), alcalde de Praga de 1863 hasta 1867, a cargo de la ciudad durante la ocupación prusiana en julio de 1866. Algunas fuerzas quisieron probarlo por alta traición (izquierda: "Lo que algunos hombres deseaban" Dr. Bělský por la alta traición "), pero obtuvo una plena confianza del Consejo de Praga (derecha: "pero lo que no esperaban" - "dirección de la confianza de la ciudad de Praga").

En la ley inglesa, la alta traición era castigable con una ejecución conocida en Inglaterra como: hanged, drawn and quartered (hombres) o quemado en la hoguera (mujeres), aunque la decapitación podía ser sustituida por el mando real (por lo general por la realeza y la nobleza). Estas sanciones fueron suprimidas en 1814, 1790 y 1973, respectivamente. La pena fue utilizada por monarcas posteriores contra personas que razonablemente podrían llamarse traidores, aunque la mayoría de los juristas modernos lo han considerado excesivo.
En la obra de William Shakespeare, El rey Lear (1600), cuando el rey se entera de que su hija Regan le ha deshonrado públicamente, dice: "No podían, no harían, es peor que asesinar", una actitud convencional en aquel tiempo. En el libro Infierno de Dante Alighieri, el noveno círculo más bajo del Infierno está reservado para los traidores; Judas Iscariote, quien traicionó a Jesús de Nazaret, sufre los peores tormentos de todos, es constantemente roído por una de las tres bocas de Lucifer. Su traición se considera tan notoria que su nombre ha sido durante mucho tiempo sinónimo de traidor, un destino que comparte con Benedict Arnold, Vidkun Quisling, Marco Junio Bruto (que también se representa en el Infierno de Dante, sufriendo el mismo destino que Judas junto a Cayo Casio Longino). De hecho, la etimología de la palabra traidor se origina con la entrega de Judas a los principales sacerdotes, capitanes del templo y ancianos (Lucas 22,52): la palabra se deriva del traditor latino que significa "el que entrega". La Teología cristiana y el pensamiento político hasta después de que la Ilustración consideró la traición y la blasfemia como sinónimo, ya que desafió tanto el estado y la voluntad de Dios. Los reyes eran considerados elegidos por Dios, y traicionar el país era hacer la obra de Satanás.
Muchas leyes de las naciones mencionan varios tipos de traición. "Delitos relacionados con la insurrección", es la traición interna, y puede incluir un golpe de Estado. "Delitos relacionados con la agresión extranjera", es la traición de cooperar con la agresión extranjera de manera positiva independientemente de la nacional dentro y fuera. "Delitos relacionados con la inducción de agresión extranjera", es el delito de comunicarse con los extranjeros en secreto para causar agresión extranjera o amenaza. Dependiendo de un país, la conspiración se agrega a estos. En Japón, la aplicación de los "crímenes relacionados con la insurrección" fue considerada sobre el culto de Aum Shinrikyō que causó el terrorismo religioso.

## Dimensión jurídica
En términos legales, la traición consiste en una conducta desleal hacia la nación. Cada estado determina taxativamente para sí, los actos que implican el crimen de traición. Algunos de los más tipificados son:
- Sublevarse o incitar a otros a sublevarse contra la autoridad del Estado.
- Conspirar contra el gobierno, intento de golpe de Estado.
- Asesinato o intento de asesinato de altas autoridades del Estado.
- Pensar o difundir ideas contrarias al orden establecido por el Estado.
- Terrorismo.
- Colaborar o asociarse con estados declarados "no gratos" o enemigos de la nación.
- Cooperar o colaborar con otras naciones durante periodo de estado de guerra.
- Evasión fiscal

### España
En el Derecho español, el Código Penal recoge los delitos de traición en el Capítulo I del Título XXIII (arts. 581 a 588).

### Estados Unidos
El delito de traición existe tanto a nivel federal como estatal. El delito federal se define en la Constitución (y es el único delito definido por ella) como hacer la guerra a los Estados Unidos o adherirse a sus enemigos, y conlleva una pena de muerte o prisión y multa.
En la década de 1790, los partidos políticos de opposition eran nuevos y no estaban plenamente aceptados. Los líderes del gobierno solían considerar traidores a sus oponentes. El historiador Ron Chernow informa de que el secretario del Tesoro Alexander Hamilton y el presidente George Washington «consideraban que gran parte de las críticas disparadas contra su administración eran de naturaleza desleal, incluso traicionera." Cuando estalló la Cuasi-Guerra no declarada con Francia en 1797-98, «Hamilton confundió cada vez más la disidencia con la traición y se dedicó a la hipérbole». Además, el Partido de oposición jeffersoniano se comportaba de la misma manera. Después de 1801, con una transición pacífica en el partido político en el poder, la retórica de la «traición» contra los oponentes políticos disminuyó.
En Estados Unidos, el nombre de Benedict Arnold se considera sinónimo de traición debido a su colaboración con los británicos durante la Guerra Revolucionaria Americana.
En algunos casos, «traidor» se consideraba una etiqueta honorable cuando había habido un desacuerdo considerable con las políticas del gobierno central. «Todos los Padres Fundadores habían sido tachados de traidores por una estructura de poder injusta. Antes que ellos, también lo habían sido los puritanos de Plymouth y Salem, de los que tantos... tomaron sus raíces».
: 55  Los abolicionistas, que negaban la autoridad del gobierno federal, se llamaban orgullosamente traidores. Esto incluye a Theodore Parker, Thomas Wentworth Higginson, Samuel Gridley Howe, «y aquellos como ellos». William Lloyd Garrison «se autodenominó orgullosamente traidor durante décadas": 55 

#### Federal
Para evitar los abusos de la ley inglesa, el alcance de la traición fue específicamente restringido en la Constitución de los Estados Unidos. Artículo III, sección 3 dice lo siguiente:
La Traición contra los Estados Unidos consistirá únicamente en hacerles la Guerra, o en adherirse a sus Enemigos, prestándoles Ayuda y Consuelo. Ninguna Persona podrá ser declarada culpable de Traición, a menos que dos Testigos presten Testimonio del mismo Acto manifiesto, o por Confesión ante un Tribunal público. El Congreso tendrá Poder para declarar el Castigo de la Traición, pero ningún Attainder de Traición podrá acarrear Corrupción de la sangre, o Confiscación excepto durante la Vida de la Persona attainted.
La Constitución no crea por sí misma el delito; sólo restringe la definición (el primer párrafo), permite al Congreso de los Estados Unidos crear el delito, y restringe cualquier castigo por traición sólo a los condenados (el segundo párrafo). El delito está prohibido por la legislación aprobada por el Congreso. Así, el Código de los Estados Unidos en 18 U.S.C. § 2381 establece: 

Cualquiera que, debiendo lealtad a los Estados Unidos, les haga la guerra o se adhiera a sus enemigos, prestándoles ayuda y consuelo dentro de los Estados Unidos o en cualquier otro lugar, es culpable de traición y sufrirá la pena de muerte, o será encarcelado no menos de cinco años y multado bajo este título pero no menos de 10.000 dólares; y será incapaz de ocupar cualquier cargo bajo los Estados Unidos.

El requisito del testimonio de dos testigos fue heredado de la Ley de traición británica de 1695.
Sin embargo, el Congreso ha aprobado leyes que crean delitos relacionados que castigan la conducta que socava el gobierno o la seguridad nacional, como sedición en las Leyes de Extranjería y Sedición de 1798, o espionaje y sedición en la Ley de Espionaje de 1917, que no requieren el testimonio de dos testigos y tienen una definición mucho más amplia que la traición del Artículo Tercero. Algunas de estas leyes siguen en vigor. Los conocidos espías Julius y Ethel Rosenberg fueron acusados de conspiración para cometer espionaje, en lugar de traición.

#### Traición contra los estados de EE.UU.
La mayoría de los estados tienen disposiciones sobre traición en sus constituciones o estatutos similares a las de la Constitución estadounidense. La Cláusula de Extradición define específicamente la traición como un delito extraditable.
Thomas Jefferson dijo en 1791 que cualquier funcionario de Virginia que cooperara con el Banco de los Estados Unidos federal propuesto por Alexander Hamilton era culpable de «traición» contra el estado de Virginia y debía ser ejecutado.  El banco abrió y nadie fue procesado.
Varias personas han sido procesadas por traición a nivel estatal. Thomas Dorr fue condenado por traición contra el estado de Rhode Island por su participación en la Rebelión de Dorr, pero finalmente se le concedió la amnistía. John Brown fue condenado por traición contra el Estado de Virginia por su participación en el [[asalto de John Brown a Harpers Ferry]|asalto a Harpers Ferry]] de 1859, y fue ahorcado. El mormón profeta, Joseph Smith, fue acusado de traición a Misuri junto con otras cinco personas, en un primer momento ante un tribunal militar estatal, pero a Smith se le permitió escapar a Illinois después de que su caso fuera transferido a un tribunal civil para ser juzgado por cargos de traición y otros delitos. Smith fue posteriormente encarcelado para ser juzgado por cargos de traición contra Illinois, pero fue asesinado por una turba de linchadores mientras estaba en la cárcel a la espera de juicio.

### Perú
La tipificación del delito de "traición a la patria" en Perú ha dado pie a polémicas, como la suscitada por el hecho de que extranjeros (por ejemplo: estadounidenses, panameños y chilenos) miembros del Movimiento Revolucionario Túpac Amaru fueran en su momento procesados bajo esa figura legal. Algunos de esos casos, en que se impusieron incluso penas de cadena perpetua, fueron revertidos por la Corte Interamericana de Derechos Humanos.

### Venezuela
En Venezuela, existen cinco condiciones tipificadas de traición a la patria, en el actual ordenamiento jurídico venezolano, y previstas en el Código Penal vigente:
- Que se atente contra la independencia de la República.
- Que un grupo de personas confabulen para destruir la forma política republicana que se ha dado a la Nación.
- La solicitud expresa de la intervención de algún país extranjero en los asuntos de la política interior de Venezuela.
- Revelar los secretos políticos o militares concernientes a la seguridad de Venezuela.
- La entrega de recursos a un país extranjero para que sean empleados en perjuicio de Venezuela, de sus instituciones republicanas, de sus ciudadanos que sirvan para desestabilizar el orden social.

## Dimensión política
Políticamente, el término "traidor" ha sido usado como un epíteto entre disidentes de un mismo partido o entre miembros de distintos partidos para anular el capital político ajeno. También se recurre, de forma más genérica, a calificar de traidores a funcionarios en el poder que son percibidos como incumplidores de los deberes públicos prescritos por el Estado, con independencia de que se pueda verificar o probar alguna acción traicionera.
En una guerra civil o insurrección, los ganadores pueden juzgar a los perdedores como traidores. De hecho, en la práctica, una de las condiciones para enfrentarse a un juicio por traición es encontrarse en el bando perdedor. Por ejemplo: Bruto, Quisling, Petain o Sadam Hussein hubieran sido homenajeados como héroes si hubiesen vencido y Gunga Din, Bolívar, Stephen F. Austin o La Malinche habrían sido ajusticiados con el cargo probado de traición, si hubiesen pertenecido al bando derrotado.
En ciertos casos, como en la leyenda de la puñalada por la espalda o Dolchstoßlegende, la acusación de traición hacia amplios sectores de la sociedad constituyó un mensaje político unificador para el grupo que la sostenía y la criminalización de quienes la padecieron, los judíos e izquierdistas.

### Miscelánea
En la obra de Dante Alighieri, La Divina Comedia la traición es el máximo pecado que se puede cometer y amerita la peor de las condenas, ser devorados por el mismo Demonio siendo Judas, Bruto y Casio destrozados y comidos literalmente por Satán.